# Жикішу-де-Жос
Жикішу-де-Жос (рум. Jichișu de Jos) — село у повіті Клуж в Румунії. Входить до складу комуни Жикішу-де-Жос.
Село розташоване на відстані 348 км на північний захід від Бухареста, 41 км на північ від Клуж-Напоки.

## Населення
За даними перепису населення 2002 року у селі проживали 452 особи, з них 447 осіб (98,9%) румунів. Рідною мовою 449 осіб (99,3%) назвали румунську.